# Bonatitan
Bonatitan is een geslacht van sauropode dinosauriërs uit de groep van de Titanosauria, dat op het einde van het Krijt leefde in het gebied van het huidige Argentinië.

## Vondst en naamgeving
De typesoort Bonatitan reigi is in 2004/2005 benoemd en beschreven door Agustín Guillermo Martinelli en Analía Marta Forasiepi. De geslachtsnaam eert de befaamde Argentijnse  paleontoloog José Fernando Bonaparte die de fossielen opgroef in de veldseizoenen 1991, 1992 en 1994 en combineert het eerste stuk van diens achternaam met het woord voor "reus", titan.  De soortaanduiding eert de paleontoloog Osvaldo Alfredo Reig.
Het holotype MACN-PV RN 821, werd bij Bajo de Santa Rosa in de provincie Rio Negro, gevonden in een laag van de Allenformatie, Campanien-Maastrichtien, ongeveer 70 miljoen jaar oud. Het bestaat volgens de publicatie uit 2004 uit een gedeeltelijk skelet met schedel. Een tweede skelet met schedel, specimen MACN-PV RN 1061, werd aan de soort toegewezen. Dit tweede skelet werd 20% kleiner ingeschat dan het holotype. De vondsten bestaan uit losse botten. Dezelfde locatie heeft veel fossiele eieren van sauropoden opgeleverd.
In 2014 werden de resten opnieuw beschreven door Leonardo Salgado. Daarbij bleek dat het materiaal minstens vijf individuen vertegenwoordigt. Het vermeende skelet van het holotype bestaat uit minstens drie skeletten. De individuen werden onderscheiden met de letters A-E. Individu C zou alleen bekend zijn van een hersenpan die eerst onder MACN-PV RN 821 werd gecatalogiseerd. Salgado verengde het holotype tot deze hersenpan. Die fungeert daarmee als lectotype. 

## Beschrijving
Het gaat om een vrij kleine vorm. De individuen zijn vermoedelijk vijf tot zeven meter lang. Een gevonden dijbeen, toegewezen aan individu D, heeft een lengte van zo'n zestig centimeter, wat wijst op een lengte van vijf à zes meter. Individu A is het grootste en ongeveer een kwart langer.
In 2004 werd een lijst gegeven van zeven onderscheidende kenmerken. In 2014 bleek een daarvan, het doorlopen van een middengroeve van het bovenste achterhoofd topt over de wandbeenderen, te berusten op een foute waarneming. Salgado gaf een herziene lijst van acht kenmerken. De voorhoofdsbeenderen tonen kleine gepaarde putjes. De tubera basilaria, afhangende uitsteeksels van het onderste achterhoofd, zijn lang en smal, iets meer dan tweemaal zo lang als breed. De wervels van de rug, doorlopend tot het midden van de staart, hebben naast de verticale richel op het voorvlak van het doornuitsteeksel diepe ronde of ovale putten. Bij de voorste startwervels lopen er richels tussen het doornuitsteeksel en zowel de voorste gewrichtsuitsteeksels als de achterste gewrichtsuitsteeksels. Bij de voorste staartwervels hebben de wervelbogen diepe uithollingen tussen de gepaarde gewrichtsuitsteeksels, verder verdiept door talrijke putten. Minstens een van de voorste staartwervels toont een extra min of meer horizontale richel die loopt van een punt schuin voor en onder het achterste gewrichtsuitsteeksel tot aan het midden van de richel tussen het doornuitsteeksel en het voorste gewrichtsuitsteeksel. Minstens een van de voorste staartwervels heeft een opvallende kiel op de onderzijde. Het vierde middenhandsbeen heeft een richel op de achterzijde.

## Fylogenie
Bonatitan werd in 2004 binnen de Titanosauria in de Saltasaurinae geplaatst, als een nauwe verwant aan Saltasaurus. In 2014 echter concludeerde Salgado dat Bonatitan basaal stond in een grote zustergroep van de Saltasauridae.